# Louis Wyman
Louis Crosby Wyman (16 de março de 1917 –  5 de maio de 2002) foi um político e advogado estadunidense. Foi Representante dos Estados Unidos e, por três dias, Senador por Nova Hampshire. Esta foi uma das passagens mais curtas na história do Senado. Wyman era membro do Partido Republicano.